# Lijst van voetbalinterlands Georgië - Letland
Deze lijst van voetbalinterlands is een overzicht van alle officiële voetbalwedstrijden tussen de nationale teams van Georgië en Letland. Beide voormalige Sovjet-republieken speelden tot op heden tien keer tegen elkaar. De eerste ontmoeting, een vriendschappelijke wedstrijd, werd gespeeld in Riga op 26 juni 1994. het laatste duel, een groepswedstrijd tijdens de UEFA Nations League 2018/19, vond plaats op 16 oktober 2018 in de Letse hoofdstad.

## Wedstrijden
| №  | Plaats   | Datum            | Competitie                  | Wedstrijd         | Uitslag |
| -- | -------- | ---------------- | --------------------------- | ----------------- | ------- |
| 1  | Riga     | 26 juni 1994     | Vriendschappelijk           | Letland – Georgië | 1 – 3   |
| 2  | Ta' Qali | 6 februari 1998  | Vriendschappelijk           | Georgië – Letland | 2 – 1   |
| 3  | Riga     | 10 oktober 1998  | EK 2000 kwalificatie        | Letland – Georgië | 1 – 0   |
| 4  | Tbilisi  | 8 september 1999 | EK 2000 kwalificatie        | Georgië – Letland | 2 – 2   |
| 5  | Tbilisi  | 6 februari 2008  | Vriendschappelijk           | Georgië – Letland | 1 – 3   |
| 6  | Riga     | 12 oktober 2010  | EK 2012 kwalificatie        | Letland – Georgië | 1 – 1   |
| 7  | Tbilisi  | 2 september 2011 | EK 2012 kwalificatie        | Georgië – Letland | 0 – 1   |
| 8  | Tbilisi  | 28 maart 2017    | Vriendschappelijk           | Georgië – Letland | 5 – 0   |
| 9  | Tbilisi  | 9 september 2018 | UEFA Nations League 2018/19 | Georgië – Letland | 1 – 0   |
| 10 | Riga     | 16 oktober 2018  | UEFA Nations League 2018/19 | Letland – Georgië | 0 − 3   |

## Samenvatting
| Competitie          | Totaal gespeeld | Winst Georgië | Gelijk | Winst Letland | Doelsaldo Georgië – Letland |
| ------------------- | --------------- | ------------- | ------ | ------------- | --------------------------- |
| EK-kwalificatie     | 4               | 0             | 2      | 2             | 3 − 5                       |
| UEFA Nations League | 2               | 2             | 0      | 0             | 4 − 0                       |
| Vriendschappelijk   | 4               | 3             | 0      | 1             | 11 − 5                      |
| Totaal              | 10              | 5             | 2      | 3             | 18 − 10                     |

## Details

### Eerste ontmoeting
| Letland                | 1 – 3 | Georgië                                                           |
| Vitālijs Astafjevs 60' | goals | 12' Davit Dzjanasjia 73' Kacha Katsjarava 76' Gotsja Dzjamaraoeli |

### Tweede ontmoeting
| Georgië                                         | 2 – 1 | Letland                     |
| Gotsja Dzjamaraoeli 50' Gotsja Dzjamaraoeli 72' | goals | 86' (pen.) Imants Bleidelis |

### Derde ontmoeting
| Letland             | 1 – 0 | Georgië |
| Andrejs Stolcers 2' | goals |         |

### Vierde ontmoeting
| Georgië                                      | 2 – 2 | Letland                                  |
| Sjota Arveladze 30' Micheil Kavelasjvili 52' | goals | 62' Imants Bleidelis 90' Igors Stepanovs |

### Vijfde ontmoeting
| Georgië           | 1 – 3 | Letland                                                      |
| Kacha Kaladze 46' | goals | 7' Ģirts Karlsons 16' Igors Stepanovs 34' Vitālijs Astafjevs |

### Zesde ontmoeting
| Letland                | 1 – 1 | Georgië           |
| Aleksandrs Cauņa 90+1' | goals | 74' David Siradze |

### Zevende ontmoeting
| Georgië | 0 – 1 | Letland              |
|         | goals | 63' Aleksandrs Cauņa |

GFF · A-internationals · Bondscoaches · Statistieken · Georgisch vrouwenelftal · Georgië U21 · Georgië U20 · Georgië U19 · Georgië U18 · Georgië U17 · Georgië U16
1990 – 1999 ·
2000 – 2009 ·
2010 – 2019 ·
2020 − 2029
1990 · 
1991 · 
1992 · 
1993 · 
1994 · 
1995 · 
1996 · 
1997 · 
1998 · 
1999 · 
2000 · 
2001 · 
2002 · 
2003 · 
2004 · 
2005 · 
2006 · 
2007 · 
2008 · 
2009 · 
2010 · 
2011 · 
2012 · 
2013 · 
2014 · 
2015 ·
2016 ·
2017 ·
2018 ·
2019 ·
2020 ·
2021 ·
2022 ·
2023 ·
2024
Albanië ·
Andorra ·
Armenië ·
Azerbeidzjan ·
Bosnië en Herzegovina ·
Bulgarije ·
Cyprus ·
Denemarken ·
Duitsland ·
Egypte ·
Engeland ·
Estland ·
Faeröer ·
Finland ·
Frankrijk ·
Gibraltar ·
Griekenland ·
Hongarije ·
Ierland ·
IJsland ·
Iran ·
Israël ·
Italië ·
Jordanië ·
Kameroen ·
Kazachstan ·
Kosovo ·
Kroatië ·
Letland ·
Libanon ·
Liechtenstein ·
Litouwen ·
Luxemburg ·
Malta ·
Marokko ·
Moldavië ·
Mongolië ·
Montenegro · 
Nederland ·
Nieuw-Zeeland ·
Nigeria ·
Noord-Ierland ·
Noord-Macedonië ·
Noorwegen ·
Oekraïne ·
Oezbekistan ·
Oostenrijk ·
Paraguay ·
Polen ·
Portugal ·
Qatar ·
Roemenië ·
Rusland ·
Saint Kitts en Nevis ·
Saoedi-Arabië ·
Schotland ·
Servië ·
Slovenië ·
Slowakije ·
Spanje ·
Thailand ·
Tsjechië ·
Tunesië ·
Turkije ·
Uruguay ·
Verenigde Arabische Emiraten ·
Wales ·
Wit-Rusland ·
Zuid-Afrika ·
Zuid-Korea ·
Zweden ·
Zwitserland
LFF · A-internationals · Bondscoaches · Statistieken · Lets vrouwenelftal · Olympisch elftal · Letland U21 · Letland U20 · Letland U19 · Letland U18 · Letland U17 · Letland U16
1922 – 1929 ·
1930 – 1940 ·
1950 – 1989 · 
1990 – 1999 ·
2000 – 2009 ·
2010 – 2019 ·
2020 – 2029
EK 1996 · 
EK 2000 · 
EK 2004 · 
EK 2008 · 
EK 2012
WK 1994 · 
WK 1998 · 
WK 2002 · 
WK 2006 · 
WK 2010 · 
WK 2014
OS 1924
1922 · 
1923 · 
1924 · 
1925 · 
1926 · 
1927 · 
1928 · 
1929 · 
1930 · 
1931 · 
1932 · 
1933 · 
1934 · 
1935 · 
1936 · 
1937 · 
1938 · 
1939 · 
1940 · 
1941 · 
1942 · 
1943 · 1944 · 
1945 · 
1946 · 
1947 · 
1948 · 
1949 · 
1950 – 1990 · 
1991 · 
1992 · 
1993 · 
1994 · 
1995 · 
1996 · 
1997 · 
1998 · 
1999 · 
2000 · 
2001 · 
2002 · 
2003 · 
2004 · 
2005 · 
2006 · 
2007 · 
2008 · 
2009 · 
2010 · 
2011 · 
2012 · 
2013 · 
2014 · 
2015 · 
2016 · 
2017 ·
2018 ·
2019 ·
2020 ·
2021 ·
2022
Albanië ·
Andorra ·
Angola ·
Armenië ·
Azerbeidzjan ·
Bahrein ·
België ·
Bolivia ·
Bosnië en Herzegovina ·
Brazilië ·
Bulgarije ·
China ·
Cyprus ·
Denemarken ·
Duitsland ·
Estland ·
Faeröer · 
Finland ·
Frankrijk ·
Georgië ·
Ghana ·
Gibraltar ·
Griekenland ·
Honduras ·
Hongarije ·
Ierland ·
IJsland ·
Israël ·
Japan ·
Kazachstan ·
Koeweit ·
Kosovo ·
Kroatië ·
Liechtenstein ·
Litouwen ·
Luxemburg ·
Malta ·
Moldavië ·
Montenegro ·
Nederland ·
Noord-Ierland ·
Noord-Korea ·
Noord-Macedonië ·
Noorwegen ·
Oekraïne ·
Oezbekistan · 
Oman ·
Oostenrijk ·
Polen ·
Portugal ·
Qatar ·
Roemenië · 
Rusland ·
San Marino ·
Saoedi-Arabië ·
Schotland ·
Slovenië ·
Slowakije ·
Spanje ·
Thailand ·
Tsjechië ·
Tunesië ·
Turkije ·
Verenigde Staten ·
Wales ·
Wit-Rusland ·
Zuid-Korea ·
Zweden ·
Zwitserland